# Cremastus yumensis
Cremastus yumensis är en stekelart som beskrevs av Dasch 1979. Cremastus yumensis ingår i släktet Cremastus och familjen brokparasitsteklar. Inga underarter finns listade i Catalogue of Life.